# Manto de gelo da Antártida Ocidental
O manto de gelo da Antártida Ocidental (MGAO) é a porção do manto de gelo antártico que cobre a Antártida Ocidental, a parte da Antártida situada a oeste dos Montes Transantárticos. O MGAO é um manto de gelo cuja base se situa abaixo do nível do mar e cujas margens fluem em direção a plataformas de gelo flutuantes. O MGAO encontra-se limitado pela plataforma de gelo Ross, plataforma de gelo de Filchner-Ronne e glaciares de descarga que drenam para o Mar de Amundsen. Estima-se que contenha aproximadamente 29 milhões de quilómetros cúbicos de gelo.

## Descrição

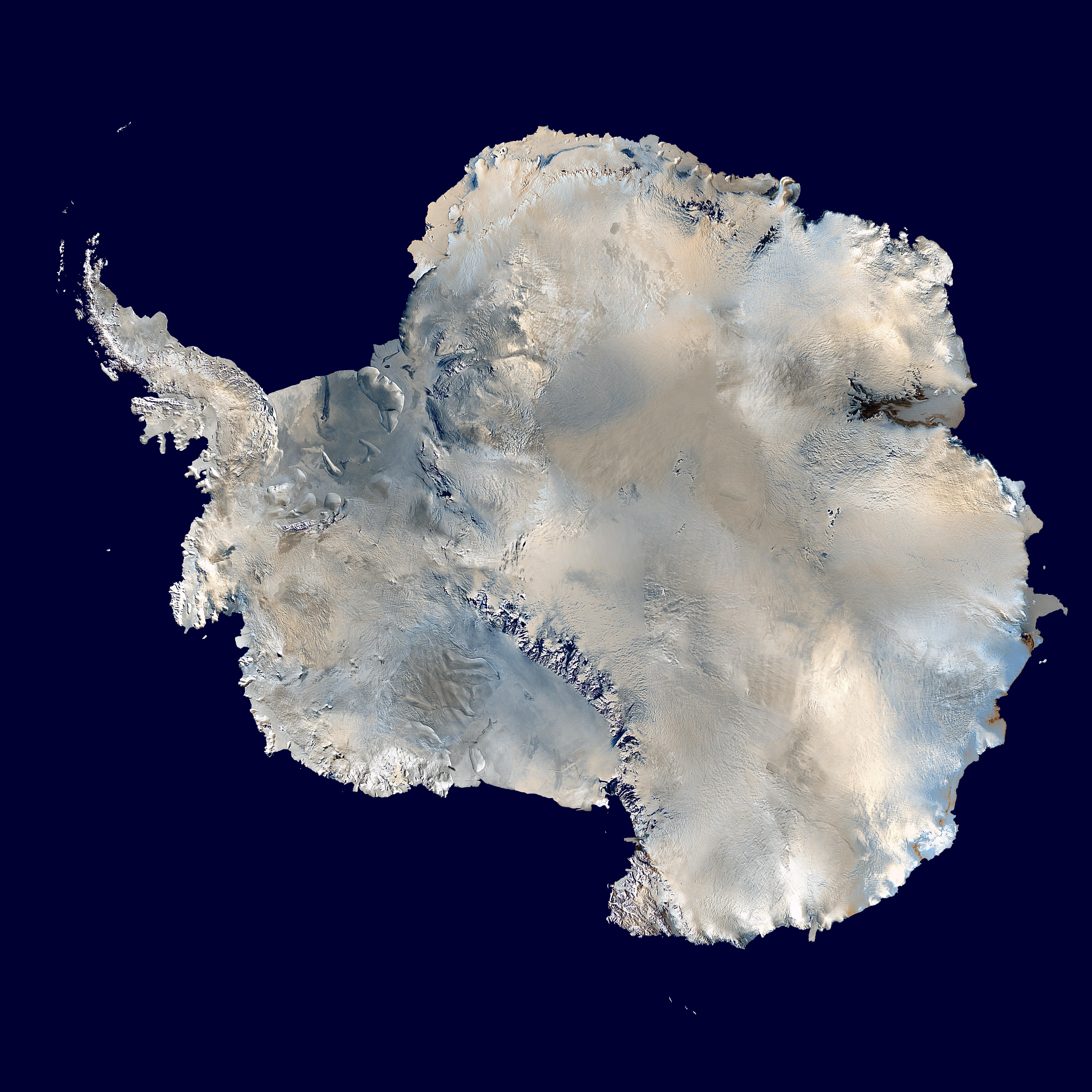
Mosaico de imagens de satélite da Antártida

O peso do gelo antártico é tão grande que afundou literalmente a Antártica 1 km na crusta terrestre. Sob as forças maciças do seu próprio peso, os mantos de gelo deformam-se e movimentam-se em direção ao seu exterior. O gelo interior flui lentamente sobre uma base rochosa rugosa.
Desde o interior o gelo é canalizado para correntes de gelo, que levam o gelo do centro do continente em direção ao mar. Estas correntes encontram-se separadas umas das outras por cristas de gelo que flui mais lentamente. Estas cristas encontram-se congeladas até à base enquanto que nas correntes de gelo a base consiste de argilas saturadas de água. As argilas foram depositadas antes do manto de gelo ocupar a região, numa altura em que grande parte da Antártida Ocidental se encontrava sob as águas do mar.
Quando as correntes de gelo finalmente atingem a costa e se estendem pelo oceano adentro, elas passam sobre terrenos rochosos irregulares, os quais servem de âncora. O gelo continuará a expandir-se em direção ao mar. O resultado é uma grande plataforma de gelo flutuante presa ao continente.

## Potencial colapso do MGAO
Em Janeiro de 2006, num estudo pedido pelo governo do Reino Unido, o chefe do British Antarctic Survey, Chris Rapley, avisou que o manto de gelo da Antártida pode estar no início dum processo de desintegração, a qual poderia elevar os níveis do mar pelo menos 5 metros (outras estimativas aponta para elevações entre os 6 e os 15 metros). Rapley disse ainda que um estudo anterior publicado pelo IPCC, que dizia não haver necessidade de verdadeira preocupação relativamente à estabilidade do MGAO, deveria ser revisto. Ele escreveu: O último relatório do IPCC caracterizava a Antártida como sendo um gigante adormecido em termos de mudança climática. Eu diria que é agora um gigante acordado. Há reais motivos para preocupação.
Numa outra comunicação pública Rapley disse: Partes do manto de gelo antártico cuja base se situa abaixo do nível do mar, começaram a descarregar gelo [no mar] a uma velocidade suficientemente alta, ao ponto de poder existir uma contribuição significativa para a elevação do nível do mar. Torna-se urgente compreender a razão desta alteração, de forma a podermos ser capazes de prever a quantidade de gelo que poderá ser descarregada e em quanto tempo. Os modelos computacionais atuais não incluem o efeito da água líquida no escorregamento e fluxo dos mantos de gelo, fornecendo apenas estimativas conservadoras do seu comportamento futuro.
Por seu lado, Jim Hansen, um cientista da NASA e um dos principais conselheiros sobre clima do governo dos Estados Unidos, disse que os resultados eram profundamente preocupantes: Uma vez iniciado o processo de desintegração de um manto de gelo, este pode atingir o ponto de rotura a partir do qual a fragmentação é explosivamente rápida.
Indicações de que as mudanças climáticas podem estar a afetar o MGAO proveem de três glaciares incluindo o glaciar de Pine Island e o Thwaites. Os dados mostram que estes glaciares perdem atualmente mais gelo (sobretudo através do desprendimento de icebergues) que aquele que neles se acumula através da queda de neve. Segundo uma análise preliminar, o balanço de massa é deficitário em cerca de 40%. Estima-se que o derretimento de apenas estes três glaciares possa contribuir para uma elevação anual do nível do mar da ordem de 0,25 mm.

## Impacto da fusão do manto de gelo da Groenlândia
Apesar dos modelos preverem a ocorrência de uma fusão significativa do manto de gelo da Gronelândia com uma subida das temperaturas de Verão no Ártico da ordem dos 3 a 5 °C, a maioria dos modelos prevê que os mantos de gelo antárticos permaneçam mais estáveis. Contudo, os dados históricos mostram que da última vez que a Gronelândia esteve tão quente, a subida do nível do mar produzida pela fusão do seu manto de gelo desestabilizou o gelo antártico. Isto significa que os modelos de subida do nível do mar utilizados para prever um aumento de até 1 metro em 2100 podem ter subestimado significativamente a sua verdadeira magnitude, a qual poderia ser tão grande como 6 metros.
Esta conclusão emergiu de um estudo que utilizou dados de antigos recifes de coral, testemunhos de gelo e outros registos naturais para reconstruir o clima durante o último período interglaciar (há 129 000 a 116 000 anos). Os cientistas utilizaram modelos computacionais para demonstrar que a água produzida pela fusão do manto de gelo da Gronelândia provocou uma subida do nível do mar de aproximadamente 3,5 metros, mas os registos dos corais mostraram que a subida total se situou entre os 4 e os 6 metros. A explicação mais provável é a fusão dos mantos de gelo antárticos: enquanto o nível do mar subia, a probabilidade das plataformas de gelo ao largo da costa do continente se partirem aumentou. Esta quebra teria permitido aos glaciares aumentarem a quantidade de gelo descarregada no mar a partir do interior do continente.